# Altzaga
Altzaga település Spanyolországban, Gipuzkoa tartományban. Altzaga Arama, Baliarrain, Gaintza, Legorreta, Zaldibia és Itsasondo községekkel határos. Lakosainak száma 171 fő (2024).

## Népesség
A település lakosságának változását az alábbi diagram mutatja:
| Lakosok száma | 109  | 148  | 153  | 161  | 160  | 165  | 171  | 183  | 177  | 171  |
|               | 2001 | 2004 | 2006 | 2009 | 2011 | 2014 | 2016 | 2019 | 2021 | 2024 |